# 联盟MS-02
联盟MS-02是俄罗斯宇航联盟号的第131次飞行，本次任务将远征49的三名宇航员送到国际空间站。飞船原定于2016年9月23日发射，但因测试中发现短路等技术故障，发射被推迟。2016年10月19日飞船从哈萨克斯坦拜科努尔航天发射场发射升空 ，2016年10月21日与国际空间站对接，2017年4月10日脱离空间站并返回地球。

## 机组人员
| 职位        | 姓名                         | 飞行次数 |
| ----------- | ---------------------------- | -------- |
| 指令长      | 谢尔盖·尼古拉耶维奇·雷日科夫 | 第1次    |
| 飞行工程师1 | 安德烈·鲍里先科              | 第2次    |
| 飞行工程师2 | 罗伯特·金布罗                | 第2次    |